# Tribunal da Relação dos Açores
Tribunal da Relação dos Açores foi um tribunal de segunda instância criado por Decreto de 16 de Maio de 1832 e extinto por Decreto de 24 de Outubro de 1910. O Tribunal da Relação dos Açores começou a funcionar a 3 de Julho de 1833, data em que tomou posse o seu primeiro presidente, o juiz desembargador José Leandro da Silva e Sousa. A Relação dos Açores funcionou em Ponta Delgada, no Palácio da Conceição, no corpo anexo à igreja.
O Tribunal da Relação dos Açores, em resultado das frequentes notícias de falta de desembargadores e da sua constante substituição, que provocava constantes idas e vindas de desembargadores, foi objecto de uma das Farpas de Ramalho Ortigão, num texto ironizando sobre a relação entre Portugal e as suas colónias, publicado na edição de Julho de 1871 (pp. 58-59), onde se lê:
É necessário no entanto fazer uma certa justiça: a Metrópole faz grandes sacrifícios pelas colónias. Assim como pelos Açores – que não são uma colónia, mas que pela distância, pelo abandono, pela separação de interesses tem toda a fisionomia colonial, com não serem senão uma província. Portugal para com os Açores é inesgotável... de desembargadores! Às vezes os jornais dos Açores, tomando um ar severo, voltam-se para a Metrópole e dizem-lhe no rosto: madrasta! O reino envergonha-se, e manda-lhes com todo o zelo – desembargadores!
Mas daí a pouco os Açores, inquietos, começam a dizer que não seria mau tentar os Estados Unidos! O país ataranta-se e para lisonjear os Açores manda-lhes mais desembargadores. De todos os paquetes, os Açores vêem, aterrados, desembarcarem nas suas praias séries de desembargadores. Aquele solo, aquele fértil solo, negreja de desembargadores.
- Basta! – exclamam os Açores afogados em tanto carinho, basta de segunda instância!
E a Metrópole – inexaurível no seu amor – continua impassível a verter-lhe no seio – catadupas de desembargadores!
Em resumo, pode se dizer que era um fundo constituído por registos respeitantes ao pessoal do Tribunal- (juízes, advogados, aspirantes, oficiais de justiça e outros funcionários), correspondência, portarias, decretos e oficias do Governo, registo de ordens da presidência do Tribunal, relatórios, mapas e boletins de informação, registo de acórdãos e decisões e tenções, mapa das causas pendentes, inventário dos processos existentes no cartório do escrivão, registo de lembranças das decisões do Tribunal, registo de extractos de acórdãos e decisões em processos, registo de inscrições das assinaturas e sinais públicos dos notários públicos e termos de juramento dos mesmos, registos referentes aos processos e sua distribuição, registo de multas e execuções fiscais, registo de sentenças a pena capital e degredo, registo de certidões, registo de autos de visita às cadeias de Ponta Delgada, registo de termos de responsabilidade e de recenseamento, sorteio do júri de moeda falsa e inventário dos livros, mobília e mais objectos do Tribunal.